# Pasquale Forgione
Pasquale Forgione (Gesualdo, 5 febbraio 1836 – Frigento, 24 febbraio 1863) è stato un brigante italiano. Fu un capobanda del brigantaggio postunitario italiano, attivo in Irpinia.

## Biografia
Nasce  in strada Borgo, l'attuale via Roma a Gesualdo,  dai contadini Pietro e Maria Giuseppa Stanco, venendo battezzato nella vicina chiesa di San Nicola il giorno dopo la nascita. Della sua infanzia non si sa niente, tranne che non frequentò le scuole. Dopo aver fatto la leva militare nel Regno delle due Sicilie nel corpo dei Carabinieri a cavallo iniziò la sua vita da brigante, pretendendo di essere chiamato "capitano" per essere stato nominato in tal modo da Carmine Crocco. La sua banda detta Forgione-Vicario (perché fondata insieme al gesualdino Pasquale Antonio Vicario) era composta da undici persone: Pasquale Forgione, i gesualdini Pasquale Antonio e Luigi Vicario, il grottese Uva Felice (bracciante agricolo), il montecalvese Antonio Marra, l'eclanese Pasquale Antonio Masiello, l'apicese Pasquale Barbaro, Pasquale Nardone di Ginestra, Tommaso Biccarino di Flumeri e il frigentino Francescantonio Cipriano. Questa comitiva percorreva le campagne di Gesualdo (partecipando all'assalto di Gesualdo la sera del 2 agosto 1862), Frigento, Grottaminarda, Fontanarosa e Mirabella con collegamenti nella valle di Bonito. Il 7 novembre 1862 la banda rapì Luigi Fontanarosa di Gesualdo e Giuseppe Gambino di Fontanarosa portandoli a Bonito l'11 dello stesso mese nella masseria dei Miletti condotta da Raffale Beatrice. Attaccati dalla guarda  nazionale, riuscirono a scappare lasciando gli ostaggi nella stalla. Pasqualantonio Vicario si staccò dalla banda e aiutò le guardie a far catturare il Forgione. Il Forgione venne catturato dal consigliere provinciale di Gesualdo, Felice Catone, il 23 febbraio 1863. Prima della fucilazione, il 24 febbraio alle 12.00, confessò di aver alloggiato nella masseria di don Vincenzo De Renzis a Rocca San Felice.